# Lubuk Kupang
Lubuk Kupang is een bestuurslaag in het regentschap Lubuklinggau van de provincie Zuid-Sumatra, Indonesië. Lubuk Kupang telt 3552 inwoners (volkstelling 2010).